# Nyamivari
Nyamivari är ett periodiskt vattendrag i Burundi.   Det ligger i provinsen Bujumbura Rural, i den västra delen av landet, 40 km söder om huvudstaden Bujumbura.
Omgivningarna runt Nyamivari är en mosaik av jordbruksmark och naturlig växtlighet. Runt Nyamivari är det ganska tätbefolkat, med 207 invånare per kvadratkilometer.